# Hart Benton Holton
Hart Benton Holton (ur. 13 października 1835, zm. 4 stycznia 1907) – amerykański polityk związany z Partią Republikańską. W latach 1883–1885 przez jedną kadencję Kongresu Stanów Zjednoczonych był przedstawicielem piątego okręgu wyborczego w stanie Maryland w Izbie Reprezentantów Stanów Zjednoczonych.